# الرجل العجوز (رواية بيري)
الرجل العجوز هي رواية مثيرة مستقلة كتبها توماس بيري، ونشرتها "ميستيريوس بريس (Mysterious Press) بصمة "غروف أتلانتيك" (Grove Atlantic) في يناير 2017.

## ملخص
يعيش ضابط استخبارات الجيش السابق مايكل كوهلر، الذي يُعرف الآن باسم دان تشيس، في نورويتش بولاية فيرمونت مع كلبيه. ومع ذلك، فقد كان مختبئًا معظم حياته البالغة بعد فراره بمبلغ 20 مليون دولار خلال مهمة في ليبيا.

## استقبال
وصفت دار النشر الأسبوعية الرواية بأنها "رواية مثيرة إن لم تكن خاليةً من العيوب". كما أثنوا على عدم التقليدية "المنعشة" لبطل الرواية الطاعن في السن والتوتر "الملموس" في الرواية. ومع ذلك، فقد انتقدوا الخلفية الدرامية "المفتعلة وغير الضرورية" ذات الطابع الثانوي. 
وصفت شركة مراجعات كيركس بأنها "سريعة، وغير عاطفية، ومرضية للغاية". 
تم ترشيح الرواية لجائزة باري عام 2018 لأفضل رواية إثارة. 

## التمثيل التلفزيوني
تم تطوير الرواية إلى مسلسل تلفزيوني يحمل نفس الاسم من قبل جوناثان إي. شتاينبرغ وروبرت ليفين، حيث قام جيف بريدجز بدور البطولة. عُرض المسلسل لأول مرة في الولايات المتحدة على (FX on Hulu) في 16 يونيو 2022.  